# José Ballester Nicolás
José Ballester Nicolás (Murcia, 19 de enero de 1892-Yecla, 12 de agosto de 1978) fue un escritor y periodista estrechamente ligado a la generación del 27. Como periodista ejerció su actividad en el diario La Verdad de Murcia, desde 1923 hasta poco antes de su muerte.

## Biografía
Nació en Murcia el 19 de enero de 1892, en el número 26 de la antigua calle Corredera, que entonces se denominaba Mariano Padilla. Desde niño desarrolló una clara intuición de lo exquisito, contemplando el trabajo de su madre, primorosa bordadora, y el de sus vecinas, modistas, que le dejaban sus revistas de moda, donde iban incluidas también páginas literarias. En 1908, a los 16 años, ganó un premio nacional de redacción convocado por el Instituto de Zaragoza para conmemorar el centenario de la Guerra de la Independencia, y poco después la revista Blanco y Negro le premió y publicó dos cuentos y dos artículos. Con sus amigos Andrés Sobejano y Juan Guerrero Ruiz desarrolló su afición literaria, que se vio incrementada cuando este último tomó contacto con Juan Ramón Jiménez, en 1913.
Por la muerte de su padre tuvo que interrumpir, nada más iniciados, los estudios de Derecho y preparó oposiciones al cuerpo de oficiales de Correos, profesión que ejerció desde 1917 hasta 1958. En los años 1916-1918 colaboró en las revistas Oróspeda y Polytechnicum, y en 1921 la Editorial Levante, de Andrés Cegarra, le publicó La Vita Nova de Carlos, su primera novela corta. Aficionado a la pintura, trabó amistad con un grupo de artistas murcianos que luego adquirieron gran prestigio: José Planes, Pedro Flores, Luis Garay, Clemente Cantos, Antonio Garrigós, Joaquín, y Ramón Gaya; compartían estudio en la calle de Riquelme y a él acudían Ballester y Juan Guerrero a intercambiar novedades sobre arte y literatura.
Contrajo matrimonio en 1920 con Carmen Meseguer Martínez y fueron padres de cinco hijos.
Falleció el 12 de agosto de 1978, a los 86 años, en la casa de campo donde pasó los últimos veranos con sus hijos, en un paraje próximo al de la infancia de Azorín, que fue su escritor-modelo.

## Trayectoria profesional

### Etapa periodística
En 1923 ingresó como redactor del diario La Verdad, encargándose de editar su Suplemento Literario, para el que Juan Guerrero, amigo suyo y de Juan Ramón Jiménez, le proporcionaba las primeras materias. En el Suplemento colaboraron muchos de los escritores de la generación del 27.
Ballester dirigió interinamente el periódico mientras su director, Francisco Martínez García, fue alcalde de Murcia (entre marzo de 1926 y marzo de 1928), continuando después como redactor-jefe. Con frecuencia utilizaba el seudónimo de Sagitario. En esta época colaboró en la revista Verso y Prosa, que vino a sustituir al Suplemento, gracias a la iniciativa de Jorge Guillén, entonces catedrático en Murcia, y de Juan Guerrero. Y más tarde en la revista Sudeste, fundada por Raimundo de los Reyes, que luego la convirtió en editorial, donde publicaron sus primeros libros Miguel Hernández, Carmen Conde y otros escritores regionales. También en Sudeste publicó Ballester la que los críticos juzgan como su mejor novela, Otoño en la ciudad, con la mala fortuna para su distribución de aparecer en el mes de junio de 1936.
Tras la guerra civil, fue director de La Verdad, desde junio de 1939 hasta febrero de 1959. Desde esta posición pudo ayudar a muchas personas perseguidas por sus ideas, siendo un ejemplo a destacar el de Antonio Oliver y Carmen Conde, que permanecían ocultos bajo nombres ficticios y se comunicaban a través de él. Tomó parte en muchas iniciativas culturales, como la Asociación de la Prensa o la Academia Alfonso X el Sabio.
En los veinte años que dirigió el periódico sólo pudo publicar dos novelas,Resucita un aroma tenue y Sueños, y una guía de Murcia, Alma y cuerpo de una ciudad. Pero son numerosos sus artículos en diversas revistas y en el periódico que dirigía, muchos de ellos sin firma.

### Etapa literaria
Tras la jubilación, comienza una época muy fecunda como escritor: escribe guiones para la radio; en el periódico, donde continúa como colaborador, publica una columna casi diaria (Periscopio, bajo el seudónimo de Liberando) y la crítica de libros y exposiciones; durante más de dos años (1964-66) escribe una página dominical titulada Recuerdos, hombres y paisajes, con dibujos de Muñoz Barberán, publicándose en 1977 una selección bajo el título de Estampas de la Murcia de ayer. De estos años son también varios de sus perfiles biográficos (del doctoral La Riva, del licenciado Cascales, del pintor José Pascual o del médico Alarcón) y sus ensayos históricos (Amanecer de la prensa periódica en Murcia, La Virgen de la Fuensanta y su Santuario del Monte), y la Guía de Murcia, editada por Everest, con la que muchos turistas fueron guiados por la ciudad y la Región. En 1972, al cumplir los 80 años, recibió la Medalla de Plata de la Ciudad y la del Mérito en el Trabajo, y se publicó un libro Homenaje a José Ballester, en el que colaboraron muchos de sus amigos, como Jorge Guillén, Francisco Alemán, Mariano Baquero, Cano Benavente, María Cegarra, Carmen Conde, Antonio Crespo, Alberto Martín-Artajo, Isidoro Martín, Antonio Reverte, Gonzalo Sobejano… 

### Otoño en la ciudad
Aunque ha escrito varias obras, Otoño en la ciudad es la principal novela del periodista y escritor murciano, José Ballester. Fue publicada en 1936 por la Editorial Sudeste e ilustrada por Luis Garay. No sólo es la mejor novela del autor sino que es una de las novelas más significativas de la literatura murciana, más que por su historia por la manera en que describe la ciudad. 
Sobre la obra, Díez de Revenga señala en su artículo "Miguel Hernández y el grupo murciado de la revista Sudeste": 

Otoño en la ciudad es una pulcra novela en muchos sentidos. Es intemporal y murciana, predominantemente descriptiva y en la que la anécdota importa menos. Lo esencial es el espíritu de la ciudad, su verdadero protagonista. Es una obra muy bien escrita, con el estilo cuidadoso y rico de Ballester, con esa especie de profunda y reflexiva sencillez que distingue sus siempre bien compuestas frases; y al mismo tiempo es una novela magníficamente estructurada en torno a un núcleo inicial y un desarrollo circunstancial alrededor de ese punto —la Catedral— en que se ha iniciado la novela. El personaje principal, murciano y joven, vive la evolución de un entusiasmo en torno a la ciudad, a la que conoce y ama. Pero es ésta la que vive con plenitud en la novela de Ballester, a través de sus calles y sus casas, sus iglesias y sus monumentos. Los personajes son los de la ciudad, arquetipos y modelos de cualquier ciudad, pero encarnados en la Murcia de siempre. Reina en la novela el buen gusto, la elegancia —que no impide la presencia de una leve ironía—, el amor a los libros y al pasado, al arte, a la tierra, al trazado urbano, al cercano monte... Otoño en la ciudad es Murcia y la novela su expresión descriptiva, cuidadosa, que a tantos ha recordado a Azorín, a Miró... Pero pienso que la novela de Ballester es, sin embargo, muy personal y las constantes alusiones a modelos, fáciles, aunque no siempre muy exactas”.

### Una breve muestra de su prosa enOtoño en la ciudad
"Ella vino a su lado y comenzó a hablarle de las frutas y le invitó a gustarlas, dándole ejemplo. En su boca quedaba preso un trozo de pulpa y los labios le brillaban con la humedad destilada de aquella carne melosa. Tenía una teoría Florentina acerca de las frtitas: el dulzor no es sino una sensación envolvente del aroma. El aroma desnudo es la personalidad del fruto, pero el paladar necesita percibirlo desleído en el almíbar del zumo. Y
todavía no es el aroma específico la última sutileza de la sensación frutal. Hay muy escondida un principio de amargor, en el cual está lo más exquisito para el gusto. Se necesita una sensibilidad muy educada y un gran dominio sobre los incentivos de la gula para penetrar hasta ese íntimo núcleo del sabor. Y así, el perfecto gustador de fruta habrá de tener por lema "a lo amargo por lo dulce". José María gozaba, al oiría, cómo le daba una interpretación del paisaje huertano, del espíritu de Murcia, envuelto en una vegetación
paradisíaca. Dulzura cortical, embriaguez de la abundancia, deleite para los sentidos, pero a la postre, el paladeo de una melancolía apesadumbrada por la misma fuerza de las bellezas naturales"

## Obras

### Escritas por él
- BALLESTER NICOLÁS, J. (1921). La Vita Nova de Carlos. Murcia: Novela Levantina.
- BALLESTER NICOLÁS, J. (1930). Murcia. Alma y cuerpo de una ciudad. Guía de Murcia. Madrid: Espasa-Calpe.
- BALLESTER NICOLÁS, J. (1936). Otoño en la ciudad. Murcia: Ediciones Sudeste.
- BALLESTER NICOLÁS, J. (1944). Resucita un aroma tenue. Murcia: Archivos literarios de José Ballester donados a la Academia Alfonso X el Sabio.
- BALLESTER NICOLÁS, J. (1945). Sueños y patologías del deber. Madrid: Editorial Alhambra.
- BALLESTER NICOLÁS, J. y ALEMÁN SAINZ, F. (1954). Murcia en dos tiempos. Murcia: Universidad de Murcia.
- BALLESTER NICOLÁS, J. «Unos perfiles biográficos del doctoral La Riva». Murgetana. Núm. 15 (1961), pp. 21-54.
- BALLESTER NICOLÁS, J. (1963). Alma y cuerpo de una ciudad. Murcia: Ayuntamiento de Murcia, 2º edición.
- BALLESTER NICOLÁS, J. (1964). El Licenciado Cascales. Murcia: Academia Alfonso X el Sabio.
- BALLESTER NICOLÁS, J. «Hierros artísticos del pasado de Murcia». Murgetana. N.º 22 (1964), pp. 5-17.
- BALLESTER NICOLÁS, J. «José Pascual, artista neoclásico y hombre romántico». Murgetana. N.º 28 (1968), pp. 5-31.
- BALLESTER NICOLÁS, J. (1971). Amanecer de la prensa periódica en Murcia. Murcia: Academia Alfonso X el Sabio.
- BALLESTER NICOLÁS, J. (1972). La Virgen de la Fuensanta y su Santuario del Monte. Murcia: Ayuntamiento de Murcia.
- BALLESTER NICOLÁS, J. (1975). Entre los buenos y los malos. Estampas de la vida de Médico Alarcón. Murcia: Academia Alfonso X el Sabio.
- BALLESTER NICOLÁS, J. «Clío en Scherzo». Murgetana. Núm. 42 (1975), pp. 85-91.
- BALLESTER NICOLÁS, J. (1977). Estampas de la Murcia de ayer. Madrid: Colección Hoja de Laurel.

### Sobre el periodista
- BAQUERO GOYANES, M. et al. (1972). Homenaje a José Ballester. Murcia: Hijos de Antonio Zamora.
- DÍEZ DE REVENGA, F. «Revistas murcianas relacionadas con la generación de 27». Murgetana. N.º 22 (1975), pp. 5-129.
- GARAY, L. (1977). Una época en Murcia. Murcia: Academia Alfonso X el Sabio.
- DÍEZ DE REVENGA, F. «La sensibilidad estética de José Ballester». Monteagudo: Revista de literatura española, hispanoamericana y teoría de la literatura. Núm. 63 (1978), pp. 47-52.
- GIMÉNEZ PRECIOSO, M. «Una obra poco conocida de José Ballester: Resucita un aroma tenue». Murgetana. Núm. 69 (1986), pp. 87-97.
- DÍEZ DE REVENGA, F. (1989). Historia de la literatura murciana. Murcia: Academia Alfonso X el Sabio, Universidad de Murcia, Conserjería de Cultura y Turismo, Editorial Regional de Murcia.
- SÁNCHEZ BAUTISTA, F. «Recordando a don José Ballester». Murgetana. Núm. 100 (1999), pp. 77-81.
- TORRES FONTES, J. et al. «Notas de la Academia. Necrológica. Don José Ballester». Murgetana. Núm. 53 (1978), pp. 137-148.
- DÍEZ DE REVENGA, F. «Otoño en la ciudad de José Ballester y la novela lírica». Murgetana. Núm. 112 (2005), pp. 195-205.
- MORENO REQUENA, M. (2007). La novela lírica en los escritores murcianos de la generación 1920-36. Murcia: Academia Alfonso X el Sabio.
- LÓPEZ RICO, J. (2009). José Ballester. Escritos inéditos y autobiográficos. Murcia: Ed.Jóse López Rico.

## Correspondencia
En el Archivo Municipal de Murcia se conservan cartas de más de un centenar de personalidades del mundo de la cultura, dirigidas a José Ballester a lo largo de más de 50 años. Por su número y contenido destacan las de sus amigos más íntimos: Carmen Conde, Juan Guerrero Ruiz, Jorge Guillén, Antonio Oliver, Raimundo de los Reyes, José Rodríguez Cánovas... Más esporádica fue la comunicación con otras personas de reconocida fama (Rafael Álvarez Sereix, Enrique Azcoaga, Zenobia Camprubí, José María Chacón y Calvo, José García Nieto, Miguel Hernández, Ricardo Gullón...) Hay algunas escritas en su juventud por personas que han seguido ocupando un lugar destacado en la cultura de comienzos del siglo XXI: Miguel Delibes, Víctor García de la Concha, Ian Gibson, Gonzalo Sobejano... Aunque las más frecuentes corresponden a personas ligadas de algún modo a la Región de Murcia: José Alegría, Francisco Alemán Sainz, Eduardo Bonet Molina, Dictinio Castillo-Elejabeytia, Andrés y María Cegarra Salcedo, Alberto Colao Sánchez, Cayetano de Mergelina, Salvador Pérez Valiente, Emilio Ramírez, Francisco Sánchez Bautista...